# روني سيمبسون
روني سيمبسون (بالإنجليزية: Ronnie Simpson)‏ (و. 1930 – 2004 م) هو لاعب كرة قدم، ومدرب كرة قدم، من المملكة المتحدة، ولد في غلاسكو، شارك في الألعاب الأولمبية الصيفية 1948، يلعب كحارس مرمى، توفي في غلاسكو، عن عمر يناهز 74 عاماً، بسبب نوبة قلبية.

## مسيرته الكروية
لعب روني سيمبسون خلال مسيرته الاحترافية مع 5 أندية في أربعة وعشرون موسمًا ولم يسجل خلالها أي هدف ضمن 602 مباراة. حيث فاز في خمسة مواسم بالكأس وفي خمسة مواسم بالدوري.
خاض روني سيمبسون مسيرته مع نادي كوينز بارك في موسم 1946–47 ليلعب معه أربعة مواسم، مشاركًا في 78 مباراة ولم يسجل أي هدف. ثم انتقل إلى نادي لانارك الثالث في موسم 1950–51 لمدة موسم واحد، حيث شارك في 21 مباراة ولم يسجل أي هدف أيضًا. لينتقل بعدها إلى نادي نيوكاسل يونايتد في موسم 1951–52 ليلعب معه تسعة مواسم، مشاركًا في 262 مباراة ولم يسجل أي هدف أيضًا. ثم انتقل إلى نادي هيبرنيان في موسم 1960–61 ليلعب معه أربعة مواسم، مشاركًا في 123 مباراة ولم يسجل أي هدف أيضًا. هذا وانتقل لاحقًا إلى نادي سلتيك في موسم 1964–65 ليلعب معه ستة مواسم، مشاركًا في 118 مباراة ولم يسجل أي هدف أيضًا.

## روابط خارجية
- روني سيمبسون على موقع الاتحاد الأوربي (الإنجليزية)
- روني سيمبسون على موقع الاتحاد الإسكتلندي (الإنجليزية)
- روني سيمبسون على موقع قاعدة بيانات كرة القدم.إي يو (الإنجليزية)
- روني سيمبسون على موقع ناشيونال فوتبول تيمز (الإنجليزية)
- روني سيمبسون على موقع عالم كرة القدم.نت (الإنجليزية)
- روني سيمبسون على موقع أوليمبيديا (الإنجليزية)
- روني سيمبسون على موقع اللجنة الأولمبية البريطانية (الإنجليزية)